# Filipe Correia de Sá
Filipe Correia de Sá (* 1953 in Balombo) ist ein angolanischer Journalist und Schriftsteller.

## Leben
Er ist von Beruf Journalist und war in Angola für die Media-Nova-Gruppe tätig, später als leitender Angestellter. In der Funktion arbeitete er auch in Portugal und Kap Verde. Nachdem er dann von 2011 bis 2013 die Leitung des Unternehmens innehatte, sitzt er seit 2013 dort im Aufsichtsrat.
Die Sehnsucht nach Angola während der längeren Auslandsaufenthalte drückte sich bei ihm in Geschichten aus, die er seiner Tochter häufig erzählen musste. Dies ermutigte ihn, schließlich auch selbst Autor zu werden. Im April 2014 erschien mit Tala Mungongo sein erster Roman, im LeYa-Verlag. Er benannte ihn nach der kleinen Gemeinde Tala Mungongo in der Provinz Malanje, ausgehend von einer überlieferten Legende, die dort spielt.
Correi de Sá trat gelegentlich auch als Schauspieler in Erscheinung, so 1989 im portugiesisch-französisch-angolanischen Spielfilm O Recado das Ilhas des portugiesischen Regisseurs Ruy Duarte de Carvalho.